# Децзи-Плаза
Децзи-Плаза (Deji Plaza, 德基广场) — сверхвысокий небоскрёб, расположенный в китайском городе Нанкин. Построен в 2013 году в стиле модернизма, на начало 2020 года являлся четвёртым по высоте зданием города, 52-м по высоте зданием Китая, 62-м — Азии и 102-м — мира. В 62-этажной башне размещаются офисы, конференц-залы, гостиничные номера и паркинг. Архитектором небоскрёба выступила гонконгская компания Aedas, владельцем является оператор недвижимости Deji Group. 
К небоскрёбу примыкает 7-этажный люксовый торговый центр Deji Shopping Mall площадью 65 000 м², открывшийся летом 2006 года. В торгово-развлекательном центре расположены ледовый каток, кинотеатр IMAX, несколько ресторанов и множество брендовых бутиков одежды, обуви, аксессуаров, парфюмерии, косметики, часов и ювелирных изделий.

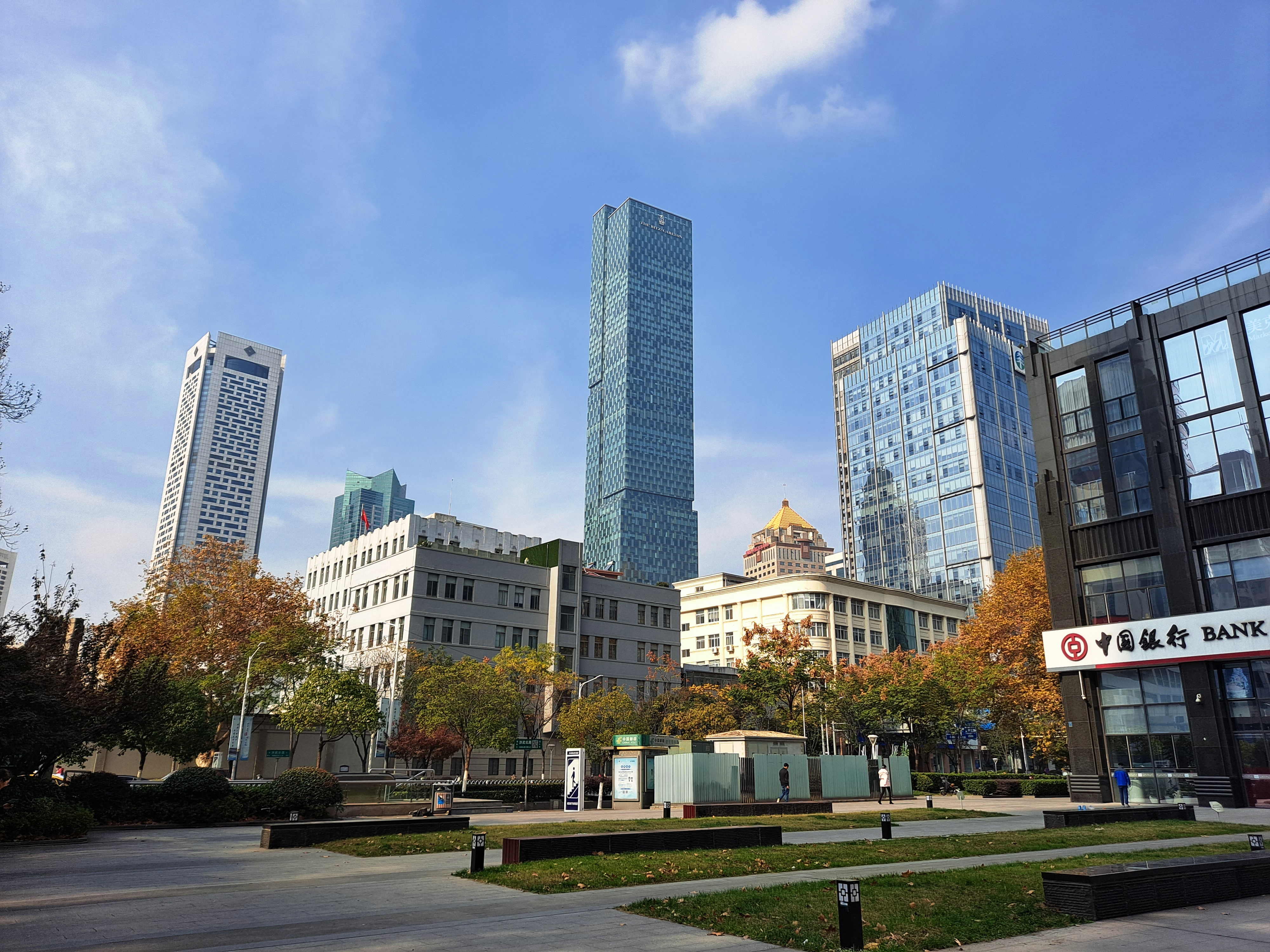
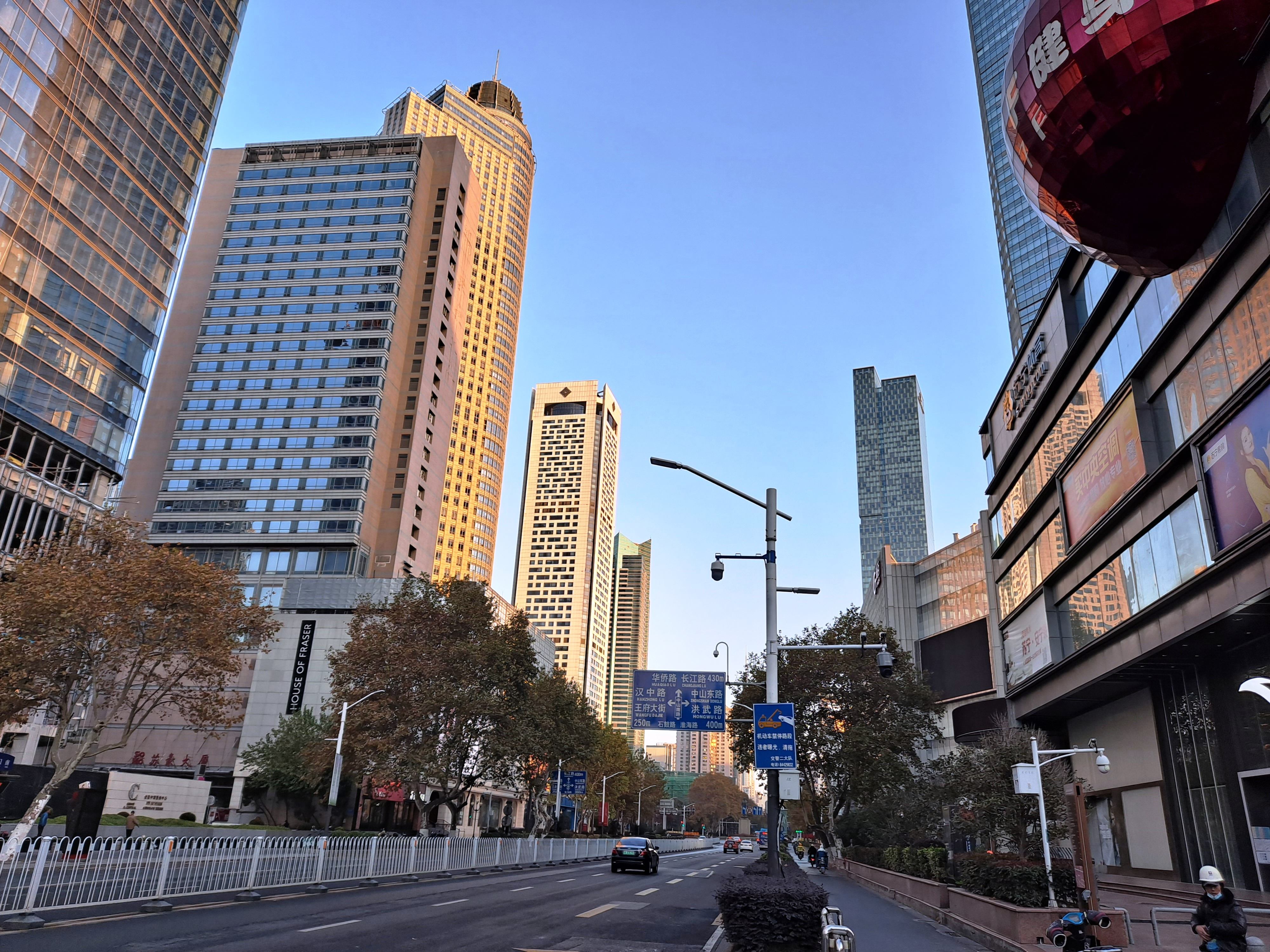
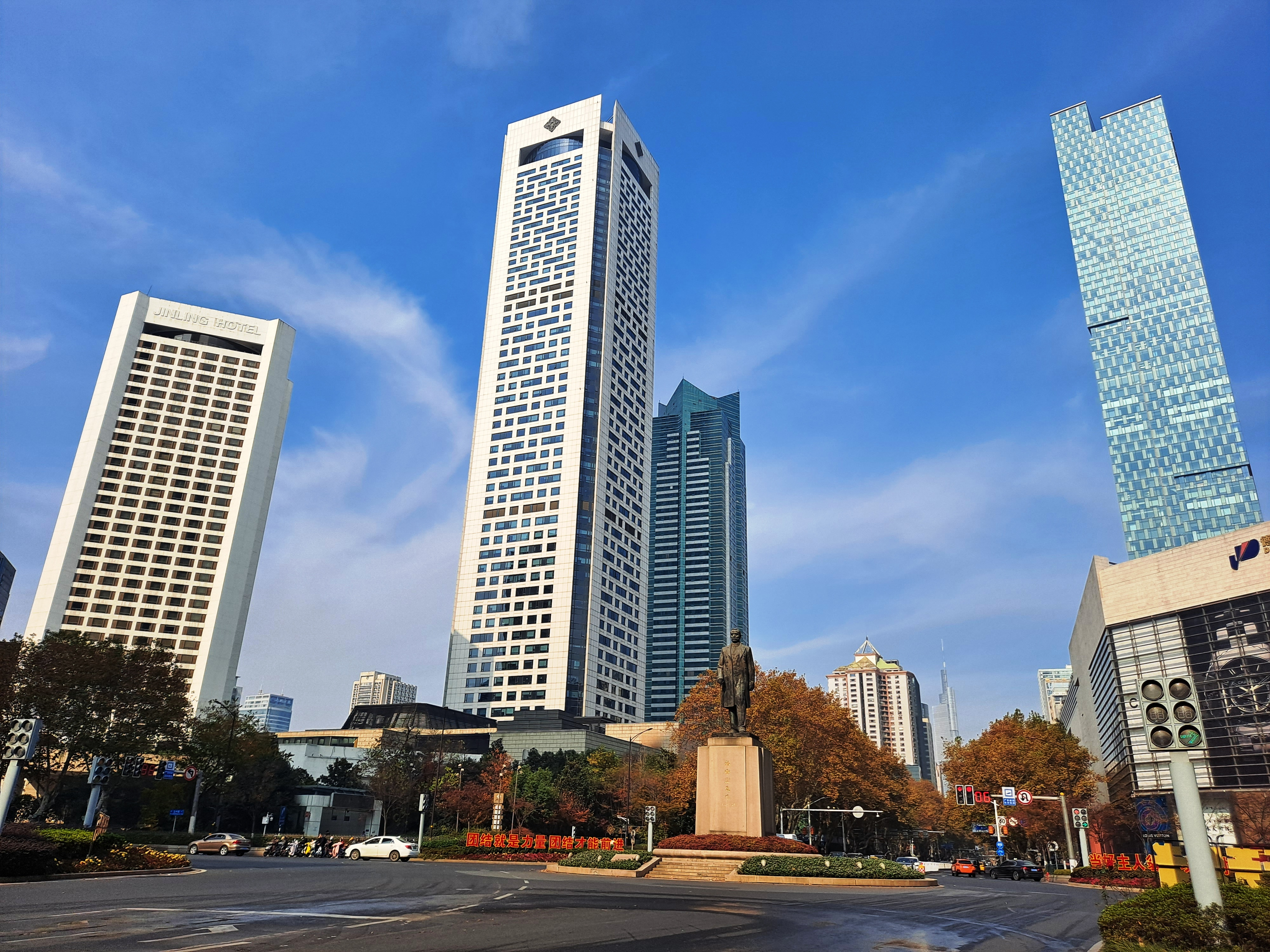

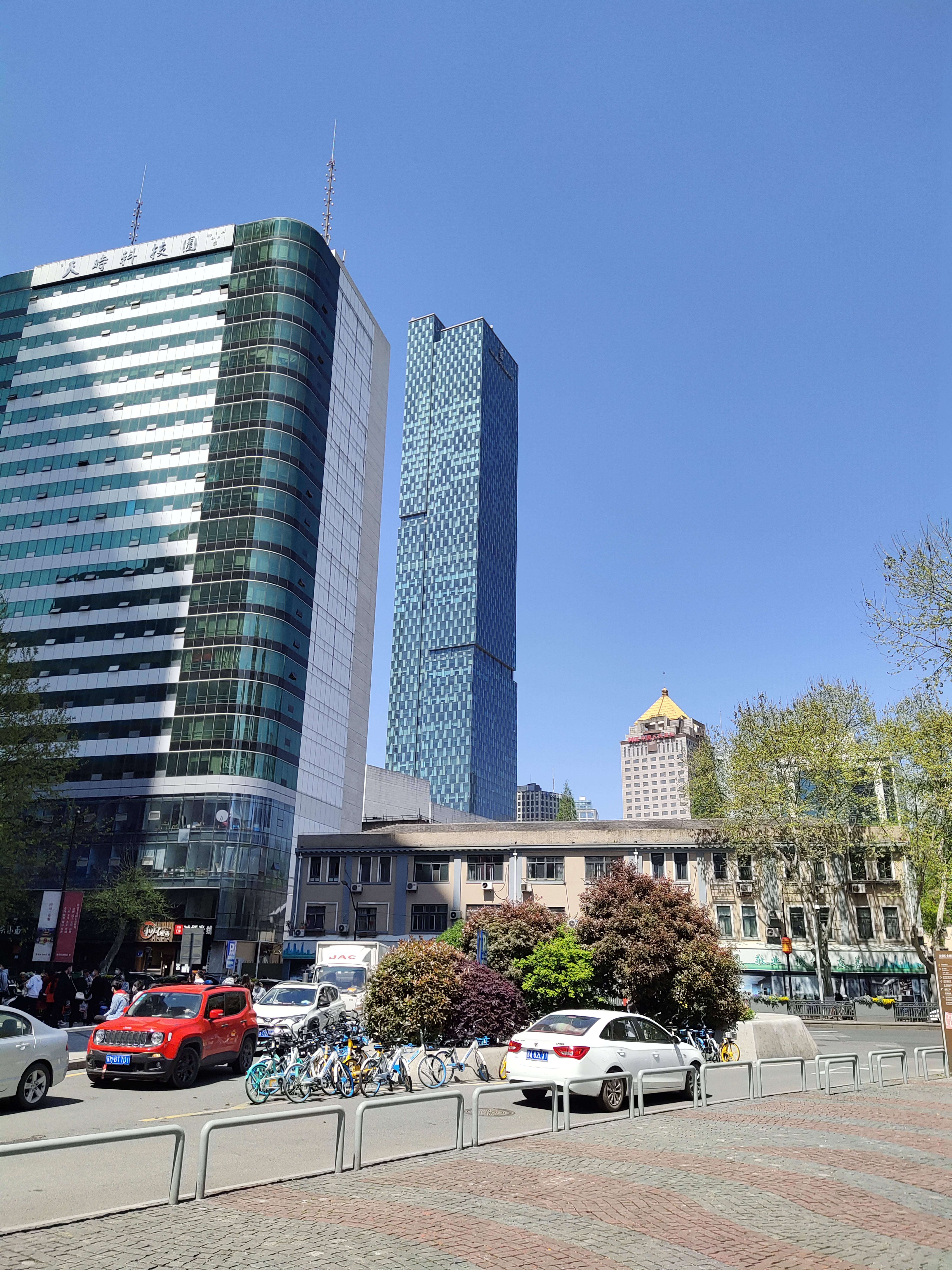
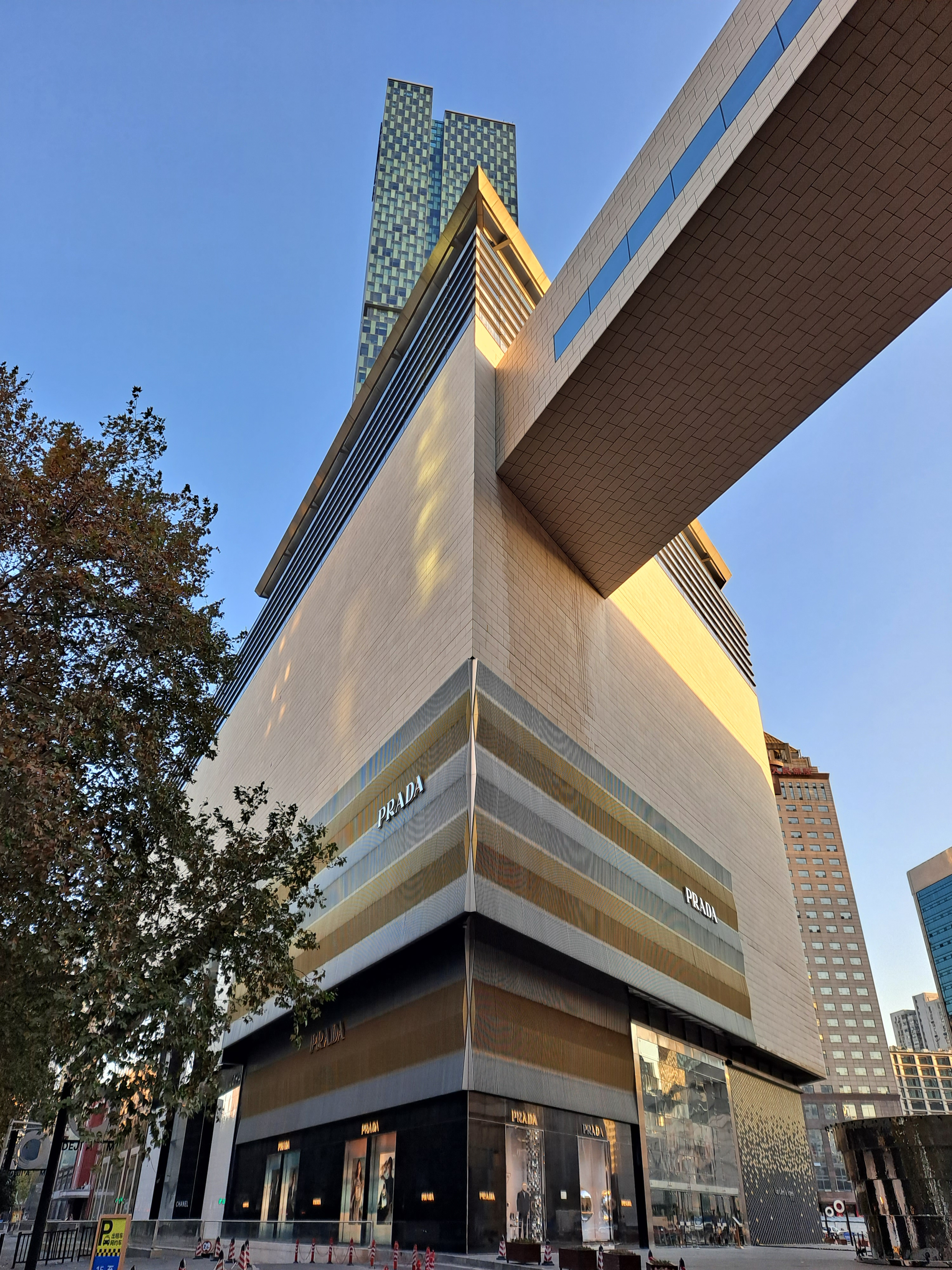